# Motivkontrast

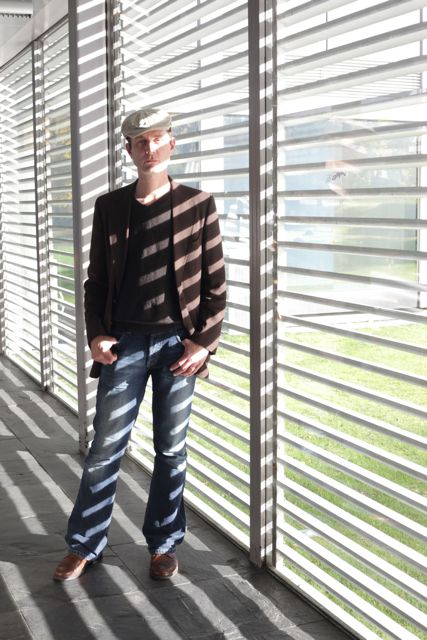
Kontrast durch ungleichmäßige Beleuchtung aufgrund architektonischer Gegebenheiten

Motivkontrast oder Objektumfang bezeichnet in der Fototechnik das Helligkeitsverhältnis zwischen den hellsten und dunkelsten bildrelevanten Partien eines Motivs. Er vergleicht also nicht nur den hellsten und dunkelsten Punkt miteinander, sondern (wenigstens) zwei größere Bereiche innerhalb des Bildes miteinander.
Der Motivkontrast resultiert einerseits aus den unterschiedlichen Reflexionseigenschaften einzelner Motivpartien, andererseits aus den Einflüssen einer in der Regel ungleichmäßigen Beleuchtung.
Der Kontrastumfang wird in Lichtwert- oder Blendenstufen angegeben. Diesen ermittelt man in der Praxis durch die Methode der Nah- oder Spotmessung (siehe Belichtungsmessung). Ein Lichtwert entspricht einer ganzen Blende.
Übersteigt der Motivkontrast den Belichtungsumfang (Kopierumfang, Filmkontrast) des Filmes – das ist die Anzahl der Helligkeitsstufen, die ein Film insgesamt wiedergeben kann –, so werden helle oder dunkle Motivteile strukturlos wiedergegeben. In der digitalen Fotografie entspricht der Belichtungsumfang dem Dynamikumfang des Sensors.
Ist der Motivkontrast kleiner als der Belichtungsumfang des Films, dann kann durch eine gezielte Über- oder Unterbelichtung die Farbwiedergabe, und in der schwarz-weiß Fotografie zusätzlich durch die Entwicklung die Kontrastwiedergabe beeinflusst werden. In der digitalen Fotografie ist das aufgrund der Möglichkeit der Nachbearbeitung nicht sinnvoll.